# Phytomyza misella
Phytomyza misella este o specie de muște din genul Phytomyza, familia Agromyzidae, descrisă de Spencer în anul 1969.
Este endemică în Alaska. Conform Catalogue of Life specia Phytomyza misella nu are subspecii cunoscute.